# Viercontinentenkampioenschap kunstschaatsen 2005
Het Viercontinentenkampioenschap is een jaarlijks terugkerend evenement in het kunstschaatsen dat georganiseerd wordt door de Internationale Schaatsunie (ISU) voor deelnemers uit landen buiten Europa, namelijk van de vier continenten Afrika, Azië, Amerika en Oceanië.
De editie van 2005 was het zevende "4CK" dat werd georganiseerd. Het vond plaats van 14 tot en met 20 februari in Gangneung in de provincie Gangwon-do in Zuid-Korea. Het was de tweede keer dat dit kampioenschap in Zuid-Korea plaatsvond, in 2002 vond de vierde editie in Jeonju plaats.
Medailles waren er te verdienen in de traditionele onderdelen: mannen individueel, vrouwen individueel, paarrijden en ijsdansen.

## Deelnemende landen
Alle ISU-leden uit Afrika, Amerika, Azië en Oceanië hadden het recht om maximaal drie startplaatsen per discipline in te vullen. Deze regel is afwijkend ten opzichte van de overige ISU kampioenschappen, waarbij extra startplaatsen worden "verdiend" door de prestaties van de deelnemers in het voorgaande jaar.
Dertien landen schreven dit jaar deelnemers in voor dit toernooi. Zij vulden dit jaar 75 startplaatsen in. Alleen de Verenigde Staten vulde de maximale mogelijkheid in van twaalf startplaatsen.
(Tussen haakjes het totaal aantal startplaatsen over de vier onderdelen.)
| Verenigde Staten (12) China (11) Canada (10) Australië (8) Japan (8) | Mexico (7) Zuid-Korea (5) Zuid-Afrika (4) Nieuw-Zeeland (3) | Oezbekistan (3) Taiwan (2) Hongkong (1) Kazachstan (1) |

## Medailleverdeling
Bij de mannen werd Evan Lysacek de vijfde man die de titel op zijn naam schreef en de eerste Amerikaan. Het was zijn tweede medaille, in 2004 werd hij derde. De Chinees Li Chengjiang op plaats twee stond voor de vijfde keer op het erepodium. In 1999, 2000 werd hij ook tweede, in 2001 kampioen en in 2003 derde. De Japanner Daisuke Takahashi op plaats drie stond voor de eerste keer op het erepodium.
Bij de vrouwen veroverde de Japanse Fumie Suguri na 2001 en 2003 voor de derde keer de titel van het 4CK, het was ook haar derde medaille. Haar landgenote Yoshie Onda behaalde eveneens haar derde medaille, in 2001 en 2002 werd ze derde en dit jaar tweede. De Amerikaanse kampioene van 2002, Jennifer Kirk, won haar tweede medaille, zij werd derde.
Bij de paren werden Zhang Dan / Zhang Hao het vierde paar die de titel op hun naam schreven en het derde Chinese paar na Shen Xue / Zhao Hongbo (1999 en 2003) en Pang Qing / Tong Jian (2002 en 2004). Het was hun vierde medaille, in 2002 en 2003 werden ze derde en in 2004 tweede. Hun landgenoten Pang Qing / Tong Jian op plaats twee behaalden eveneens hun vierde medaille, naast hun twee titels werden ze ook in 2003 tweede. Het Amerikaanse paar Kathryn Orscher / Garrett Lucash op plaats drie stonden voor het eerst op het erepodium.
Bij het ijsdansen stonden drie Amerikaanse paren op het erepodium. Het paar Tanith Belbin / Benjamin Agosto prolongeerde hun titel. Het was hun vierde medaille, in 2002 en 2003 werden ze tweede. Voor de beide paren op de plaatsen twee en drie, respectievelijk Melissa Gregory / Denis Petukhov en Lydia Manon / Ryan O'Meara was het hun eerste keer op het erepodium.
| Onderdeel | Goud                            | Zilver                           | Brons                            |
| --------- | ------------------------------- | -------------------------------- | -------------------------------- |
| Mannen    | Evan Lysacek                    | Li Chengjiang                    | Daisuke Takahashi                |
| Vrouwen   | Fumie Suguri                    | Yoshie Onda                      | Jennifer Kirk                    |
| Paren     | Zhang Dan / Zhang Hao           | Pang Qing / Tong Jian            | Kathryn Orscher / Garrett Lucash |
| IJsdansen | Tanith Belbin / Benjamin Agosto | Melissa Gregory / Denis Petukhov | Lydia Manon / Ryan O'Meara       |

## Uitslagen
| #      | naam                    | land                      | punten | korte kür | lange kür |
| ------ | ----------------------- | ------------------------- | ------ | --------- | --------- |
| Goud   | Evan Lysacek (3)        | Vlag van Verenigde Staten | 196.39 | 5         | 1         |
| Zilver | Li Chengjiang (5)       | Vlag van China            | 194.09 | 1         | 3         |
| Brons  | Daisuke Takahashi (3)   | Vlag van Japan            | 192.29 | 3         | 2         |
| 4      | Ben Ferreira (4)        | Vlag van Canada           | 188.36 | 2         | 5         |
| 5      | Matthew Savoie (3)      | Vlag van Verenigde Staten | 185.38 | 4         | 4         |
| 6      | Shawn Sawyer            | Vlag van Canada           | 173.15 | 6         | 7         |
| 7      | Song Lun (2)            | Vlag van China            | 164.08 | 10        | 6         |
| 8      | Kensuke Nakaniwa (2)    | Vlag van Japan            | 162.61 | 7         | 10        |
| 9      | Zhang Min (5)           | Vlag van China            | 162.53 | 8         | 8         |
| 10     | Kazumi Kishimoto        | Vlag van Japan            | 160.41 | 9         | 9         |
| 11     | Derrick Delmore (2)     | Vlag van Verenigde Staten | 153.38 | 11        | 11        |
| 12     | Ricky Cockerill (5)     | Vlag van Nieuw-Zeeland    | 127.02 | 14        | 12        |
| 13     | Bradley Santer (6)      | Vlag van Australië        | 121.57 | 13        | 13        |
| 14     | Gareth Echardt (3)      | Vlag van Zuid-Afrika      | 120.77 | 12        | 14        |
| 15     | Sean Carlow (2)         | Vlag van Australië        | 111.85 | 15        | 15        |
| 16     | Lee Dong-whun (2)       | Vlag van Zuid-Korea       | 106.64 | 22        | 16        |
| 17     | Stuart Beckingham (4)   | Vlag van Australië        | 106.20 | 17        | 18        |
| 18     | Humberto Contreras (3)  | Vlag van Mexico           | 106.06 | 18        | 17        |
| 19     | Justin Pietersen (2)    | Vlag van Zuid-Afrika      | 102.50 | 16        | 20        |
| 20     | Miguel Angel Moyron (2) | Vlag van Mexico           | 101.58 | 19        | 19        |
| 21     | Tristan Thode           | Vlag van Nieuw-Zeeland    | 96.85  | 21        | 21        |
| 22     | Adrian Alvarado (3)     | Vlag van Mexico           | 84.32  | 23        | 23        |
| 23     | Edward Ka-Yin Chow      | Vlag van Hongkong         | 83.10  | 24        | 22        |
| -      | Joel Watson             | Vlag van Nieuw-Zeeland    |        | 20        | tzt *     |
| -      | Fedor Andreev (2)       | Vlag van Canada           |        | tzt *     |           |

| #                | naam                         | land                      | punten | korte kür | lange kür |
| ---------------- | ---------------------------- | ------------------------- | ------ | --------- | --------- |
| Goud             | Fumie Suguri (5)             | Vlag van Japan            | 178.66 | 1         | 1         |
| Zilver           | Yoshie Onda (5)              | Vlag van Japan            | 166.80 | 2         | 2         |
| Brons            | Jennifer Kirk (3)            | Vlag van Verenigde Staten | 148.06 | 3         | 3         |
| 4                | Joanne Carter (6)            | Vlag van Australië        | 134.09 | 4         | 7         |
| 5                | Lesley Hawker                | Vlag van Canada           | 133.20 | 10        | 5         |
| 6                | Amber Corwin (5)             | Vlag van Verenigde Staten | 132.36 | 11        | 4         |
| 7                | Beatrisa Liang               | Vlag van Verenigde Staten | 130.78 | 5         | 8         |
| 8                | Liu Yan (3)                  | Vlag van China            | 128.50 | 8         | 9         |
| 9                | Miriam Manzano (5)           | Vlag van Australië        | 122.72 | 16        | 6         |
| 10               | Choi Ji-eun                  | Vlag van Zuid-Korea       | 122.68 | 12        | 10        |
| 11               | Yukari Nakano (3)            | Vlag van Japan            | 121.74 | 9         | 12        |
| 12               | Fang Dan (5)                 | Vlag van China            | 120.56 | 7         | 13        |
| 13               | Vicky Boissonneault          | Vlag van Canada           | 119.06 | 6         | 14        |
| 14               | Kim Chae-hwa                 | Vlag van Zuid-Korea       | 117.84 | 14        | 11        |
| 15               | Hou Na                       | Vlag van China            | 112.26 | 13        | 15        |
| 16               | Michelle Cantu (2)           | Vlag van Mexico           | 93.99  | 15        | 20        |
| 17               | Shin Yea-ji (3)              | Vlag van Zuid-Korea       | 91.92  | 17        | 16        |
| 18               | Shirene Human (7)            | Vlag van Zuid-Afrika      | 88.00  | 19        | 17        |
| 19               | Diane Chen (6)               | Vlag van Taiwan           | 86.02  | 21        | 18        |
| 20               | Jenna-Anne Buys (4)          | Vlag van Zuid-Afrika      | 82.38  | 24        | 19        |
| 21               | Sarah-Yvonne Prytula (5)     | Vlag van Australië        | 82.16  | 20        | 21        |
| 22               | Ana Cecilia Cantu (2)        | Vlag van Mexico           | 81.88  | 18        | 22        |
| 23               | Gladys Orozco Montemayor (6) | Vlag van Mexico           | 79.03  | 22        | 23        |
| 24               | Shirley Hsin Hui Tsai (2)    | Vlag van Taiwan           | 66.28  | 23        | 24        |
| Alleen korte kür |                              |                           |        |           |           |
| 25               | Nadezhda Paretskaia          | Vlag van Kazachstan       |        | 25        |           |

| #      | naam                                   | land                      | punten | korte kür | lange kür |
| ------ | -------------------------------------- | ------------------------- | ------ | --------- | --------- |
| Goud   | Zhang Dan (4) Zhang Hao (4)            | Vlag van China            | 181.61 | 1         | 1         |
| Zilver | Pang Qing (7) Tong Jian (7)            | Vlag van China            | 177.80 | 2         | 2         |
| Brons  | Kathryn Orscher (4) Garrett Lucash (4) | Vlag van Verenigde Staten | 153.05 | 3         | 3         |
| 4      | Elizabeth Putnam (3) Sean Wirtz (3)    | Vlag van Canada           | 145.08 | 4         | 4         |
| 5      | Amanda Evora Mark Ladwig               | Vlag van Verenigde Staten | 133.92 | 6         | 5         |
| 6      | Pascale Bergeron Robert Davison        | Vlag van Canada           | 131.98 | 5         | 6         |
| 7      | Brooke Castile Benjamin Okolski        | Vlag van Verenigde Staten | 124.59 | 8         | 7         |
| 8      | Marina Aganina (4) Artem Knyazev (6)   | Vlag van Oezbekistan      | 118.51 | 7         | 8         |

| #      | naam                                   | land                      | punten | verpl. kür | org. kür | vrije kür |
| ------ | -------------------------------------- | ------------------------- | ------ | ---------- | -------- | --------- |
| Goud   | Tanith Belbin (4) Benjamin Agosto (4)  | Vlag van Verenigde Staten | 219.29 | 1          | 1        | 1         |
| Zilver | Melissa Gregory (3) Denis Petukhov (3) | Vlag van Verenigde Staten | 183.97 | 2          | 2        | 2         |
| Brons  | Lydia Manon Ryan O'Meara               | Vlag van Verenigde Staten | 171.65 | 4          | 3        | 3         |
| 4      | Nozomi Watanabe (7) Akiyuki Kido (7)   | Vlag van Japan            | 166.84 | 3          | 4        | 5         |
| 5      | Lauren Senft Leif Gislason             | Vlag van Canada           | 160.89 | 8          | 6        | 4         |
| 6      | Mylene Girard Bradley Yaeger           | Vlag van Canada           | 160.41 | 9          | 5        | 6         |
| 7      | Martine Patenaude Pascal Denis (4)     | Vlag van Canada           | 151.59 | 6          | 8        | 7         |
| 8      | Nakako Tsuzuki (5) Kenji Miyamoto (6)  | Vlag van Japan            | 150.45 | 5          | 7        | 9         |
| 9      | Laura Munana Luke Munana               | Vlag van Mexico           | 144.39 | 11         | 10       | 8         |
| 10     | Yang Fang (3) Gao Chongbo (3)          | Vlag van China            | 140.88 | 7          | 9        | 10        |
| 11     | Yu Xiaoyang (3) Wang Chen (3)          | Vlag van China            | 135.63 | 10         | 11       | 11        |
| 12     | Wang Jiayue Meng Fei                   | Vlag van China            | 125.21 | 12         | 12       | 12        |
| 13     | Olga Akimova (5) Alexander Shakalov    | Vlag van Oezbekistan      | 117.04 | 13         | 14       | 13        |
| 14     | Natalie Buck (5) Trent Nelson-Bond (6) | Vlag van Australië        | 111.55 | 14         | 13       | 14        |
| 15     | Kim Hye-min Kim Min-woo                | Vlag van Zuid-Korea       | 104.74 | 16         | 15       | 15        |
| 16     | Ashley Duenas Ramil Sarkulov (4)       | Vlag van Oezbekistan      | 104.40 | 15         | 16       | 16        |
| 17     | Danika Bourne (2) Alexander Pavlov (2) | Vlag van Australië        | 100.68 | 17         | 17       | 17        |

1999 · 
2000 · 
2001 · 
2002 · 
2003 · 
2004 · 
2005 · 
2006 ·
2007 ·
2008 ·
2009 ·
2010 ·
2011 ·
2012 ·
2013 ·
2014 ·
2015 ·
2016 ·
2017 ·
2018 ·
2019 ·
2020 ·
2021 ·
2022
EK kunstschaatsen ·
WK kunstschaatsen ·
WK kunstschaatsen junioren ·
Olympische Spelen